# Par Avion (Lost)
Par Avion este un episod al serialului de televiziune Lost, sezonul 3.